# Hernán Galíndez
Hernán Ismael Galíndez (Rosario, 30 de marzo de 1987) es un futbolista argentino nacionalizado ecuatoriano. Juega como portero y su equipo actual es el Club Atlético Huracán de la Primera División de Argentina.

## Trayectoria

### Inicios
Inició su carrera a los 5 años en la posición de mediocentro, debido a una lesión del portero titular tuvo que asumir ese rol, jugó con el equipo C. S. D. Estrella Juniors en Rosario, con el cual ganó la final de un torneo organizado por el club Tiro Suizo contra un equipo en el que jugaba Lionel Messi. Esta victoria le valió ganarse una bicicleta.

### Rosario Central
Formó parte de las divisiones menores junto a Ángel Di María, debutó en primera con Rosario Central durante el Torneo Apertura 2008. Su debut se dio tras la expulsión de Jorge Broun en un partido contra Racing Club y el técnico era Pablo Sánchez.
Fue el arquero en el año 2010, con el que Rosario Central descendía  por cuarta vez a la categoría B.

### Universidad Católica
En 2012 el club Rangers de Talca adquirió sus derechos federativos y lo tuvo a prueba, pero no fue elegido para jugar. Esto motivó que llegara en calidad de préstamo a la Universidad Católica de la Serie A de Ecuador. Con el tiempo, se convirtió en capitán del conjunto capitalino, jugando hasta diciembre de 2021 un total de 396 partidos. Además de eso pudo marcar un gol en  la Serie A de Ecuador este gol fue al tirar un penal contra el Club Deportivo Clan Juvenil en el año 2017

### Universidad de Chile
El 10 de enero de 2022, firmó contrato con el Club Universidad de Chile de la primera división de ese país. El 2 de julio del mismo año, se acordó su salida del cuadro laico, accediendo a la petición del arquero de salir del club para estar más cerca de su país, con vistas a la Copa Mundial de Fútbol 2022.

### Aucas
Tras salir del equipo chileno, fue transferido por tres años a la Sociedad Deportiva Aucas de la LigaPro de Ecuador Durante esa misma temporada, Aucas logró una gesta sin precedentes al ganar la primera etapa del campeonato, asegurando su primera clasificación en la historia para la Copa Libertadores. La actuación de Galíndez en la portería fue clave en los últimos partidos del torneo.
Destacó especialmente en la primera final del campeonato, el equipo oriental venció 1-0 a Barcelona, con Galíndez como una figura sobresaliente. Sin embargo, el momento culminante ocurrió en la final de vuelta en Quito. En ese partido, a los 73 minutos, Galíndez detuvo un penal, asegurando la victoria y otorgándole al equipo su primer título en la historia del campeonato ecuatoriano que además le valió para ser convocado por la Selección de fútbol de Ecuador para el Mundial 2022.

### Huracán
En enero de 2024 fue transferido al Club Atlético Huracán, equipo de la Primera División de Argentina, con un contrato por tres temporadas. En febrero de 2025 extendió su vínculo hasta finales de 2027.

## Selección nacional

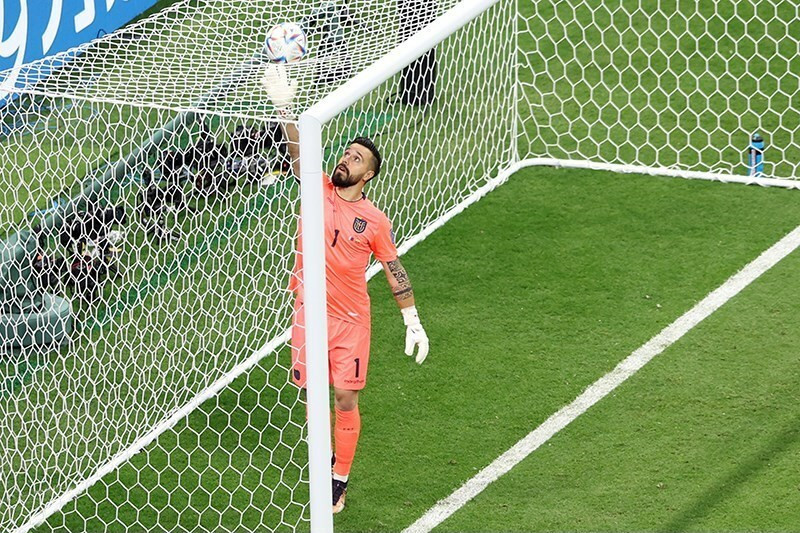
Hernán Galíndez durante la Copa del Mundo 2022.

El 5 de octubre de 2020, recibió su primera convocatoria a la selección de fútbol de Ecuador.
Fue seleccionado para la convocatoria de Ecuador para la Copa América 2021 y debutó el 23 de junio de 2021 en un partido contra Perú. En esa Copa América 2021 disputó 3 partidos donde tuvo buenas actuaciones aunque la selección de fútbol de Ecuador quedaría eliminado en los cuartos de finales por la selección de fútbol de Argentina donde esa noche el jugador fue titular pero no pudo parar los tiros de la albiceleste donde perderían 3-0 quedando eliminados, pero aun así el arquero hizo un gran campeonato. El 14 de noviembre de 2022 fue incluido en la lista final para la Copa Mundial Catar 2022.
El 29 de mayo de 2024, fue incluido en la lista de 26 futbolistas convocados por Félix Sánchez Bas para su participación en la Copa América 2024.

### Participaciones en Copas Mundiales
| Mundial              | Sede  | Resultado      | Partidos | Goles recibidos |
| -------------------- | ----- | -------------- | -------- | --------------- |
| Copa Mundial de 2022 | Catar | Fase de grupos | 3        | 3               |

### Participaciones en Copa América
| Copa              | Sede           | Resultado        | Partidos |
| ----------------- | -------------- | ---------------- | -------- |
| Copa América 2021 | Brasil         | Cuartos de final | 3        |
| Copa América 2024 | Estados Unidos | Cuartos de final | 0        |

### Participaciones en eliminatorias
| Eliminatorias      | Sede            | Resultado   | Partidos |
| ------------------ | --------------- | ----------- | -------- |
| Eliminatorias 2022 | América del Sur | Clasificado | 6        |
| Eliminatorias 2026 | América del Sur | Clasificado | 10       |

### Partidos internacionales
Actualizado al último partido disputado el 25 de marzo de 2025.
| \| N.° \| Fecha \| Ciudad \| Rival \| Resultado \| Resultado \| Competencia \| \| --- \| ------------------------ \| --------------- \| ------------ \| --------- \| --------- \| ----------------------------------- \| \| 1. \| 23 de junio de 2021 \| Goiânia \| Perú \| 2-2 \| Empate \| Copa América 2021 \| \| 2. \| 27 de junio de 2021 \| Goiânia \| Brasil \| 1-1 \| Empate \| Copa América 2021 \| \| 3. \| 3 de julio de 2021 \| Goiânia \| Argentina \| 0-3 \| Derrota \| Copa América 2021 \| \| 4. \| 2 de septiembre de 2021 \| Quito \| Paraguay \| 2-0 \| Victoria \| Eliminatorias al Mundial Catar 2022 \| \| 5. \| 5 de septiembre de 2021 \| Quito \| Chile \| 0-0 \| Empate \| Eliminatorias al Mundial Catar 2022 \| \| 6. \| 27 de octubre de 2021 \| Charlotte \| México \| 3-2 \| Victoria \| Amistoso \| \| 7. \| 4 de diciembre de 2021 \| Houston \| El Salvador \| 1-1 \| Empate \| Amistoso \| \| 8. \| 27 de enero de 2022 \| Quito \| Brasil \| 1-1 \| Empate \| Eliminatorias al Mundial Catar 2022 \| \| 9. \| 1 de febrero de 2022 \| Lima \| Perú \| 1-1 \| Empate \| Eliminatorias al Mundial Catar 2022 \| \| 10. \| 24 de marzo de 2022 \| Ciudad del Este \| Paraguay \| 1-3 \| Derrota \| Eliminatorias al Mundial Catar 2022 \| \| 11. \| 29 de marzo de 2022 \| Guayaquil \| Argentina \| 1-1 \| Empate \| Eliminatorias al Mundial Catar 2022 \| \| 12. \| 27 de septiembre de 2022 \| Düsseldorf \| Japón \| 0-0 \| Empate \| Amistoso \| \| 13. \| 20 de noviembre de 2022 \| Jor \| Catar \| 2-0 \| Victoria \| Mundial Catar 2022 \| \| 14. \| 25 de noviembre de 2022 \| Rayán \| Países Bajos \| 1-1 \| Empate \| Mundial Catar 2022 \| \| 15. \| 29 de noviembre de 2022 \| Rayán \| Senegal \| 1-2 \| Derrota \| Mundial Catar 2022 \| \| 16. \| 28 de marzo de 2023 \| Melbourne \| Australia \| 2-1 \| Victoria \| Amistoso \| \| 17. \| 7 de septiembre de 2023 \| Buenos Aires \| Argentina \| 0-1 \| Derrota \| Eliminatorias al Mundial 2026 \| \| 18. \| 12 de septiembre de 2023 \| Quito \| Uruguay \| 2-1 \| Victoria \| Eliminatorias al Mundial 2026 \| \| 19. \| 9 de junio de 2024 \| Chicago \| Argentina \| 0-1 \| Derrota \| Amistoso \| \| 20. \| 6 de septiembre de 2024 \| Curitiba \| Brasil \| 0-1 \| Derrota \| Eliminatorias al Mundial 2026 \| \| 21. \| 10 de septiembre de 2024 \| Quito \| Perú \| 1-0 \| Victoria \| Eliminatorias al Mundial 2026 \| \| 22. \| 10 de octubre de 2024 \| Quito \| Paraguay \| 0-0 \| Empate \| Eliminatorias al Mundial 2026 \| \| 23. \| 15 de octubre de 2024 \| Montevideo \| Uruguay \| 0-0 \| Empate \| Eliminatorias al Mundial 2026 \| \| 24. \| 14 de noviembre de 2024 \| Guayaquil \| Bolivia \| 4-0 \| Victoria \| Eliminatorias al Mundial 2026 \| \| 25. \| 19 de noviembre de 2024 \| Barranquilla \| Colombia \| 1-0 \| Victoria \| Eliminatorias al Mundial 2026 \| \| 26. \| 21 de marzo de 2025 \| Quito \| Venezuela \| 2-1 \| Victoria \| Eliminatorias al Mundial 2026 \| \| 27. \| 25 de marzo de 2025 \| Santiago \| Chile \| 0-0 \| Empate \| Eliminatorias al Mundial 2026 \| |                          |                 |              |           |           |                                     |
| N.° | Fecha                    | Ciudad          | Rival        | Resultado | Resultado | Competencia                         |
| 1. | 23 de junio de 2021      | Goiânia         | Perú         | 2-2       | Empate    | Copa América 2021                   |
| 2. | 27 de junio de 2021      | Goiânia         | Brasil       | 1-1       | Empate    | Copa América 2021                   |
| 3. | 3 de julio de 2021       | Goiânia         | Argentina    | 0-3       | Derrota   | Copa América 2021                   |
| 4. | 2 de septiembre de 2021  | Quito           | Paraguay     | 2-0       | Victoria  | Eliminatorias al Mundial Catar 2022 |
| 5. | 5 de septiembre de 2021  | Quito           | Chile        | 0-0       | Empate    | Eliminatorias al Mundial Catar 2022 |
| 6. | 27 de octubre de 2021    | Charlotte       | México       | 3-2       | Victoria  | Amistoso                            |
| 7. | 4 de diciembre de 2021   | Houston         | El Salvador  | 1-1       | Empate    | Amistoso                            |
| 8. | 27 de enero de 2022      | Quito           | Brasil       | 1-1       | Empate    | Eliminatorias al Mundial Catar 2022 |
| 9. | 1 de febrero de 2022     | Lima            | Perú         | 1-1       | Empate    | Eliminatorias al Mundial Catar 2022 |
| 10. | 24 de marzo de 2022      | Ciudad del Este | Paraguay     | 1-3       | Derrota   | Eliminatorias al Mundial Catar 2022 |
| 11. | 29 de marzo de 2022      | Guayaquil       | Argentina    | 1-1       | Empate    | Eliminatorias al Mundial Catar 2022 |
| 12. | 27 de septiembre de 2022 | Düsseldorf      | Japón        | 0-0       | Empate    | Amistoso                            |
| 13. | 20 de noviembre de 2022  | Jor             | Catar        | 2-0       | Victoria  | Mundial Catar 2022                  |
| 14. | 25 de noviembre de 2022  | Rayán           | Países Bajos | 1-1       | Empate    | Mundial Catar 2022                  |
| 15. | 29 de noviembre de 2022  | Rayán           | Senegal      | 1-2       | Derrota   | Mundial Catar 2022                  |
| 16. | 28 de marzo de 2023      | Melbourne       | Australia    | 2-1       | Victoria  | Amistoso                            |
| 17. | 7 de septiembre de 2023  | Buenos Aires    | Argentina    | 0-1       | Derrota   | Eliminatorias al Mundial 2026       |
| 18. | 12 de septiembre de 2023 | Quito           | Uruguay      | 2-1       | Victoria  | Eliminatorias al Mundial 2026       |
| 19. | 9 de junio de 2024       | Chicago         | Argentina    | 0-1       | Derrota   | Amistoso                            |
| 20. | 6 de septiembre de 2024  | Curitiba        | Brasil       | 0-1       | Derrota   | Eliminatorias al Mundial 2026       |
| 21. | 10 de septiembre de 2024 | Quito           | Perú         | 1-0       | Victoria  | Eliminatorias al Mundial 2026       |
| 22. | 10 de octubre de 2024    | Quito           | Paraguay     | 0-0       | Empate    | Eliminatorias al Mundial 2026       |
| 23. | 15 de octubre de 2024    | Montevideo      | Uruguay      | 0-0       | Empate    | Eliminatorias al Mundial 2026       |
| 24. | 14 de noviembre de 2024  | Guayaquil       | Bolivia      | 4-0       | Victoria  | Eliminatorias al Mundial 2026       |
| 25. | 19 de noviembre de 2024  | Barranquilla    | Colombia     | 1-0       | Victoria  | Eliminatorias al Mundial 2026       |
| 26. | 21 de marzo de 2025      | Quito           | Venezuela    | 2-1       | Victoria  | Eliminatorias al Mundial 2026       |
| 27. | 25 de marzo de 2025      | Santiago        | Chile        | 0-0       | Empate    | Eliminatorias al Mundial 2026       |

## Estadísticas

### Clubes
Actualizado al último partido disputado el 19 de agosto de 2025.
| Club                           | Div.          | Temporada     | Liga  | Liga  | Copas nacionales | Copas nacionales | Copas internacionales | Copas internacionales | Total | Total |
| Club                           | Div.          | Temporada     | Part. | Goles | Part.            | Goles            | Part.                 | Goles                 | Part. | Goles |
| ------------------------------ | ------------- | ------------- | ----- | ----- | ---------------- | ---------------- | --------------------- | --------------------- | ----- | ----- |
| Rosario Central Argentina      | 1.ª           | 2008-09       | 4     | 0     | —                | —                | —                     | —                     | 4     | 0     |
| Rosario Central Argentina      | 1.ª           | 2009-10       | 21    | 0     | —                | —                | —                     | —                     | 21    | 0     |
| Rosario Central Argentina      | 2.ª           | 2011          | 0     | 0     | —                | —                | —                     | —                     | 0     | 0     |
| Rosario Central Argentina      | Total club    | Total club    | 25    | 0     | 0                | 0                | 0                     | 0                     | 25    | 0     |
| Quilmes Argentina              | 1.ª           | 2010          | 15    | 0     | —                | —                | —                     | —                     | 15    | 0     |
| Quilmes Argentina              | Total club    | Total club    | 15    | 0     | 0                | 0                | 0                     | 0                     | 15    | 0     |
| Universidad Católica · Ecuador | 2.ª           | 2012          | 39    | 0     | —                | —                | —                     | —                     | 39    | 0     |
| Universidad Católica · Ecuador | 1.ª           | 2013          | 44    | 0     | —                | —                | —                     | —                     | 44    | 0     |
| Universidad Católica · Ecuador | 1.ª           | 2014          | 41    | 0     | —                | —                | 4                     | 0                     | 45    | 0     |
| Universidad Católica · Ecuador | 1.ª           | 2015          | 42    | 0     | —                | —                | 2                     | 0                     | 44    | 0     |
| Universidad Católica · Ecuador | 1.ª           | 2016          | 44    | 0     | —                | —                | 2                     | 0                     | 46    | 0     |
| Universidad Católica · Ecuador | 1.ª           | 2017          | 36    | 1     | —                | —                | 3                     | 0                     | 39    | 1     |
| Universidad Católica · Ecuador | 1.ª           | 2018          | 43    | 0     | —                | —                | —                     | —                     | 43    | 0     |
| Universidad Católica · Ecuador | 1.ª           | 2019          | 29    | 0     | —                | —                | 6                     | 0                     | 35    | 0     |
| Universidad Católica · Ecuador | 1.ª           | 2020          | 27    | 0     | —                | —                | 2                     | 0                     | 29    | 0     |
| Universidad Católica · Ecuador | 1.ª           | 2021          | 27    | 0     | —                | —                | 4                     | 0                     | 31    | 0     |
| Universidad Católica · Ecuador | Total club    | Total club    | 372   | 1     | 0                | 0                | 23                    | 0                     | 396   | 1     |
| Universidad de Chile · Chile   | 1.ª           | 2022          | 14    | 0     | —                | —                | —                     | —                     | 14    | 0     |
| Universidad de Chile · Chile   | Total club    | Total club    | 14    | 0     | 0                | 0                | 0                     | 0                     | 14    | 0     |
| Aucas · Ecuador                | 1.ª           | 2022          | 13    | 0     | 2                | 0                | —                     | —                     | 15    | 0     |
| Aucas · Ecuador                | 1.ª           | 2023          | 23    | 0     | 1                | 0                | 4                     | 0                     | 28    | 0     |
| Aucas · Ecuador                | Total club    | Total club    | 36    | 0     | 3                | 0                | 4                     | 0                     | 43    | 0     |
| Huracán Argentina              | 1.ª           | 2024          | 38    | 0     | 1                | 0                | —                     | —                     | 39    | 0     |
| Huracán Argentina              | 1.ª           | 2025          | 22    | 0     | 0                | 0                | 7                     | 0                     | 29    | 0     |
| Huracán Argentina              | Total club    | Total club    | 60    | 0     | 1                | 0                | 7                     | 0                     | 68    | 0     |
| Total carrera                  | Total carrera | Total carrera | 522   | 1     | 4                | 0                | 34                    | 0                     | 560   | 1     |
| 1. 2.                          |               |               |       |       |                  |                  |                       |                       |       |       |

### Selección
Actualizado al último partido disputado el 25 de marzo de 2025.
| Selección          | Temporada       | Amistosos | Amistosos | Amistosos | Sudamérica | Sudamérica | Sudamérica | Mundial | Mundial | Mundial | Total | Total | Total | Media goleadora |
| Selección          | Temporada       | Part.     | GR        | Imb.      | Part.      | GR         | Imb.       | Part.   | GR      | Imb.    | Part. | GR    | Imb.  | Media goleadora |
| ------------------ | --------------- | --------- | --------- | --------- | ---------- | ---------- | ---------- | ------- | ------- | ------- | ----- | ----- | ----- | --------------- |
| Absoluta · Ecuador | 2021            | 2         | –3        | 0         | 5          | –6         | 2          | —       | —       | —       | 7     | –9    | 2     | 1.29            |
| Absoluta · Ecuador | 2022            | 1         | 0         | 1         | 4          | –5         | 1          | 3       | –3      | 1       | 8     | –8    | 3     | 1               |
| Absoluta · Ecuador | 2023            | 1         | –1        | 0         | 2          | –2         | 0          | —       | —       | —       | 3     | –3    | 0     | 1               |
| Absoluta · Ecuador | 2024            | 1         | –1        | 0         | 6          | –1         | 5          | —       | —       | —       | 7     | –2    | 5     | 0.29            |
| Absoluta · Ecuador | 2025            | 0         | –0        | 0         | 2          | –1         | 1          | —       | —       | —       | 2     | –1    | 1     | 0.5             |
| Absoluta · Ecuador | Total           | 5         | –5        | 1         | 19         | –15        | 9          | 3       | –3      | 1       | 27    | –23   | 11    | 0.85            |
| Total selección    | Total selección | 5         | –5        | 1         | 19         | –15        | 9          | 3       | –3      | 1       | 27    | –23   | 11    | 0.85            |
| 1.                 |                 |           |           |           |            |            |            |         |         |         |       |       |       |                 |

### Goles anotados
| N.° | Fecha                 | Torneo             | Partido                           | Modo  | Arquero rival |
| --- | --------------------- | ------------------ | --------------------------------- | ----- | ------------- |
| 1   | 29 de octubre de 2017 | Serie A de Ecuador | Universidad Católica-Clan Juvenil | Penal | Rubén Lajones |

## Palmarés

### Campeonatos nacionales
| Título             | Equipo               | País    | Año  |
| ------------------ | -------------------- | ------- | ---- |
| Serie B de Ecuador | Universidad Católica | Ecuador | 2012 |
| Serie A de Ecuador | Aucas                | Ecuador | 2022 |